# August Moritz
 August Moritz (ur. 11 lutego 1913 w Hanowerze, data śmierci nieznana) – oficer Sicherheitsdienst-Ausland, zbrodniarz wojenny.

## Życiorys
Przed wybuchem II wojny światowej wstąpił do SS (legitymacja nr 310 163) i NSDAP (legitymacja nr 7 675 630), po wygranej kampanii francuskiej skierowany do komendantury Sipo-SD w Paryżu jako szef sekcji wywiadu. W 1942 został przeniesiony do Orleanu na stanowisko zastępcy miejscowego komendanta hitlerowskich służb bezpieczeństwa. Tę samą funkcję pełnił w 1943 w Marsylii, wiele dokumentów świadczy, że był jednym z odpowiedzialnych za deportację miejscowych Żydów do obozu w Drancy.
Na początku stycznia 1944 został szefem sekcji wywiadu w komendanturze lyońskiej. Razem z SS-Ostubaf Wernerem Knabem (szef Sipo-SD) i SS-Ostuf Klausem Barbie (szef sekcji Gestapo) jest głównym odpowiedzialnym za hitlerowskie represje wobec Francuskich Sił Wewnętrznych i ludności cywilnej w Rodan-Alpy, uczestniczył m.in. w aresztowaniu żydowskiego małżeństwa Hélène i Victora Basch (były prezydent Ligi Praw Człowieka 10 stycznia 1944, był prowodyrem zamordowania osiemdziesięciolatków.
Po zakończeniu wojny Moritz zaginął. Francuskie sądy w Marsylii (30 stycznia 1954) i w Lyonie (25 listopada 1954) skazały go zaocznie na karę śmierci za zbrodnie przeciwko ludzkości. Na początku lat 70 XX wieku łowcy nazistów Beate i Serge Klarsfeld rozpoczęli poszukiwania Moritza i Barbiego. W 1973 zlokalizowali go w hamburskiej St. Pauli, gdzie w obecności jego żony przeprowadzili z nim wywiad. Nie poczuwał się do bycia zbrodniarzem, zaprzeczył także swojemu udziałowi w mordzie na Baschach. Odrzucił również propozycję Klarsfeldów udowodnienia swojej "niewinności" przed francuskim sądem.

## Awanse
- SS-Untersturmführer - 9 listopada 1939[4]
- SS-Obersturmführer - 20 kwietnia 1941[5]